# 平山友梨香
平山 友梨香（ひらやま ゆりか、1990年11月16日 - ）は、北海道枝幸郡枝幸町出身の女子スキージャンプ選手である。北海道尚志学園高等学校卒、北翔大学短期大学部卒。信託ホーム所属。

## 主な成績

### ノルディックスキー世界選手権
- 2013年ヴァル・ディ・フィエンメ（ イタリア） 個人HS106 24位

### スキージャンプ・ワールドカップ
スキージャンプ・ワールドカップ
- 初出場 2012年3月3日 日本・蔵王大会
- 自己最高 13位（2013年2月9日 日本・蔵王大会）

### その他の国際大会
- スキージャンプ・コンチネンタルカップ
  - 自己最高 10位（2011年3月9日 日本・蔵王大会）

- ノルディックスキージュニア世界選手権
  - 2007年 イタリア・タルヴィージオ大会 - 個人HS100 22位
  - 2010年 ドイツ・ヒンターツァルテン大会 - 個人HS106 24位

- ユニバーシアード
  - 2011年 トルコ・エルズルム大会 - 個人HS109 銀メダル

### 日本国内大会
- 2010年第83回全日本学生スキー選手権大会：女子2部優勝
- 2011年第84回全日本学生スキー選手権大会：女子の部優勝
- 2011年第89回全日本スキー選手権大会（兼NHK杯ジャンプ大会）ノーマルヒル：女子の部優勝[2]